# 里奧森格爾縣
45°1′S 70°49′W / 45.017°S 70.817°W
里奧森格爾縣（西班牙語：Departamento Río Senguer），是阿根廷的縣份，位於該國中部丘布特省，首府設於上里奧森格爾，始建於1943年9月1日，面積22,335平方公里，海拔高度715米，2010年人口5,979，人口密度每平方公里0.3人。